# Église Saint-Germain d'Argentan
L'église Saint-Germain est une église catholique située à Argentan, en France.

## Localisation
L'église est située dans le département français de l'Orne, sur la commune d'Argentan.

## Historique
L'église abrite les restes de la bienheureuse Marguerite de Lorraine-Vaudémont.
Avant le concile de Vatican II (années 1960), le curé de Saint-Germain était aussi doyen et archiprêtre : Rattier[Qui ?] en 1944 et l'abbé Courtin dans les années 1960.
L'édifice est classé au titre des monuments historiques en 1886 et 1889.

## Mobilier

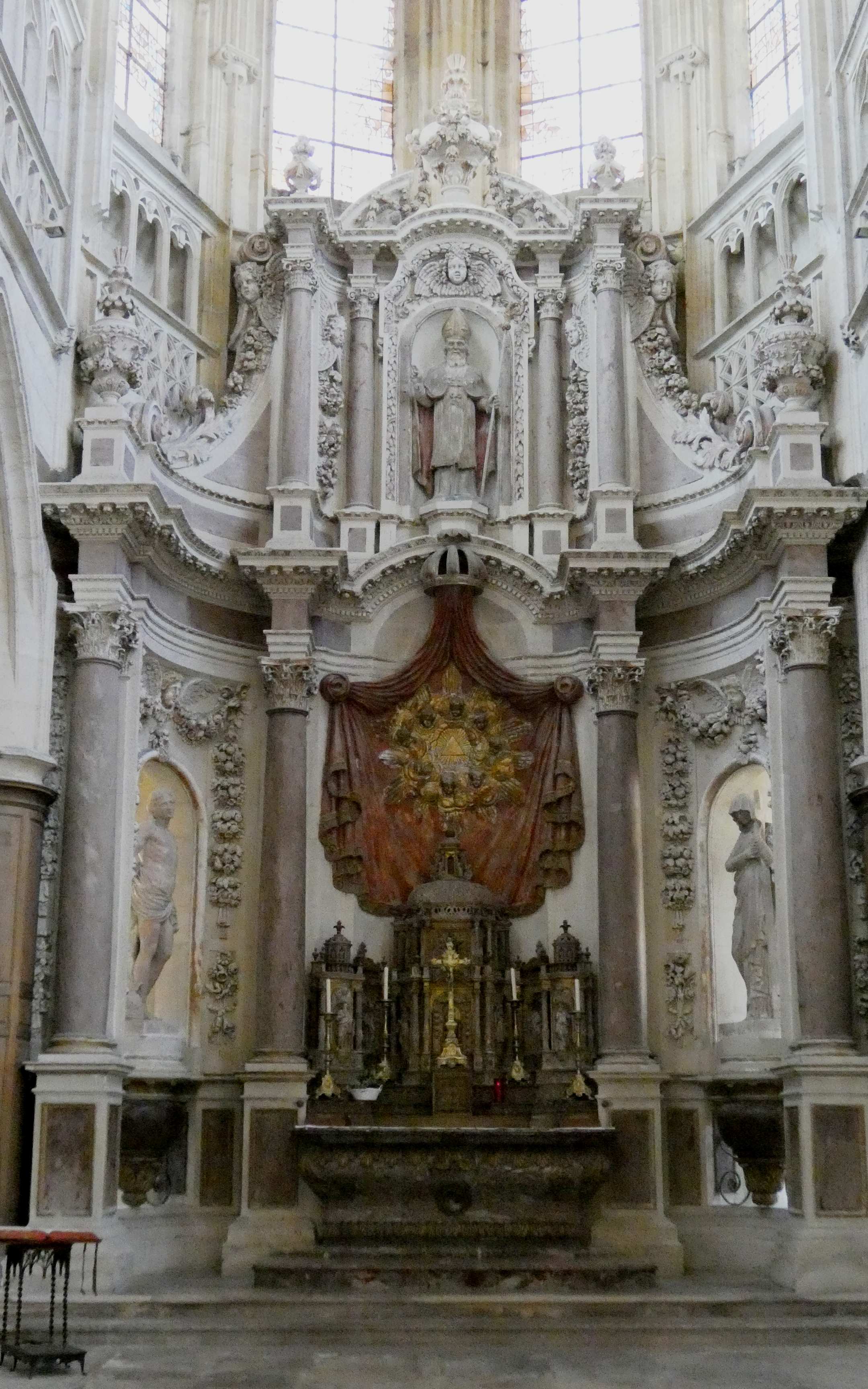
Le maitre-autel.
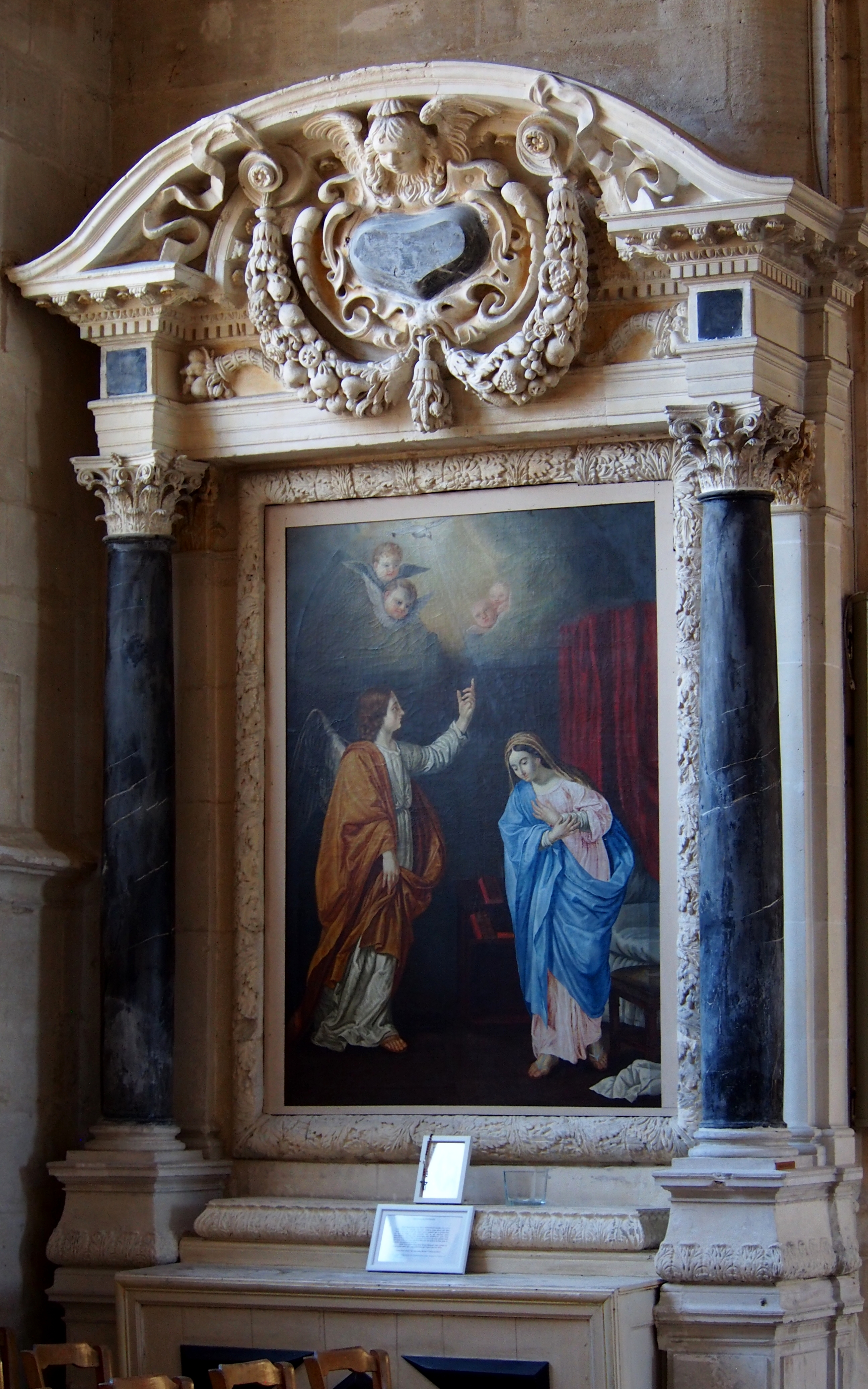
L'autel-retable de la 2e chapelle nord.
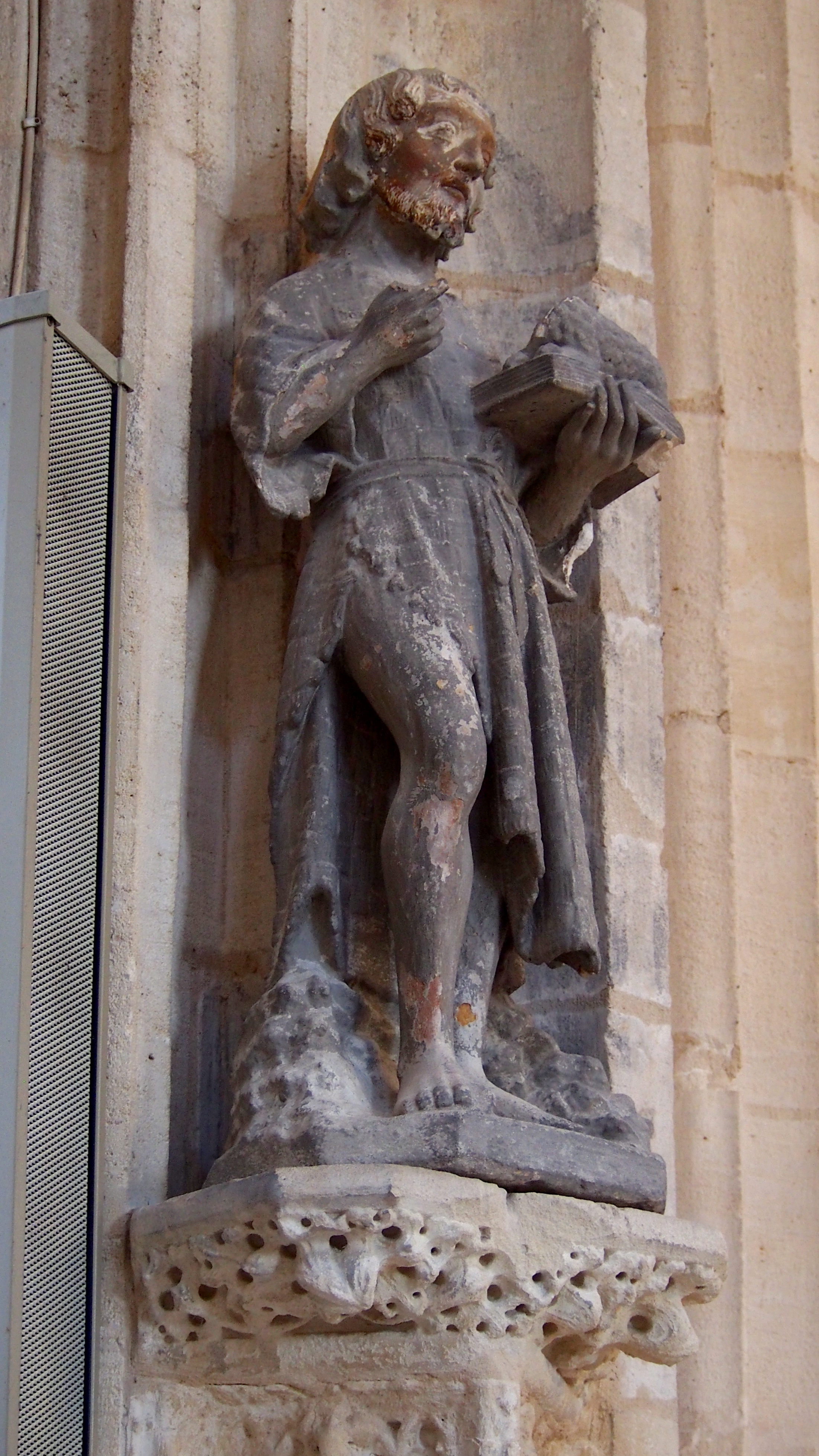
La statue de saint Jean-Baptiste.
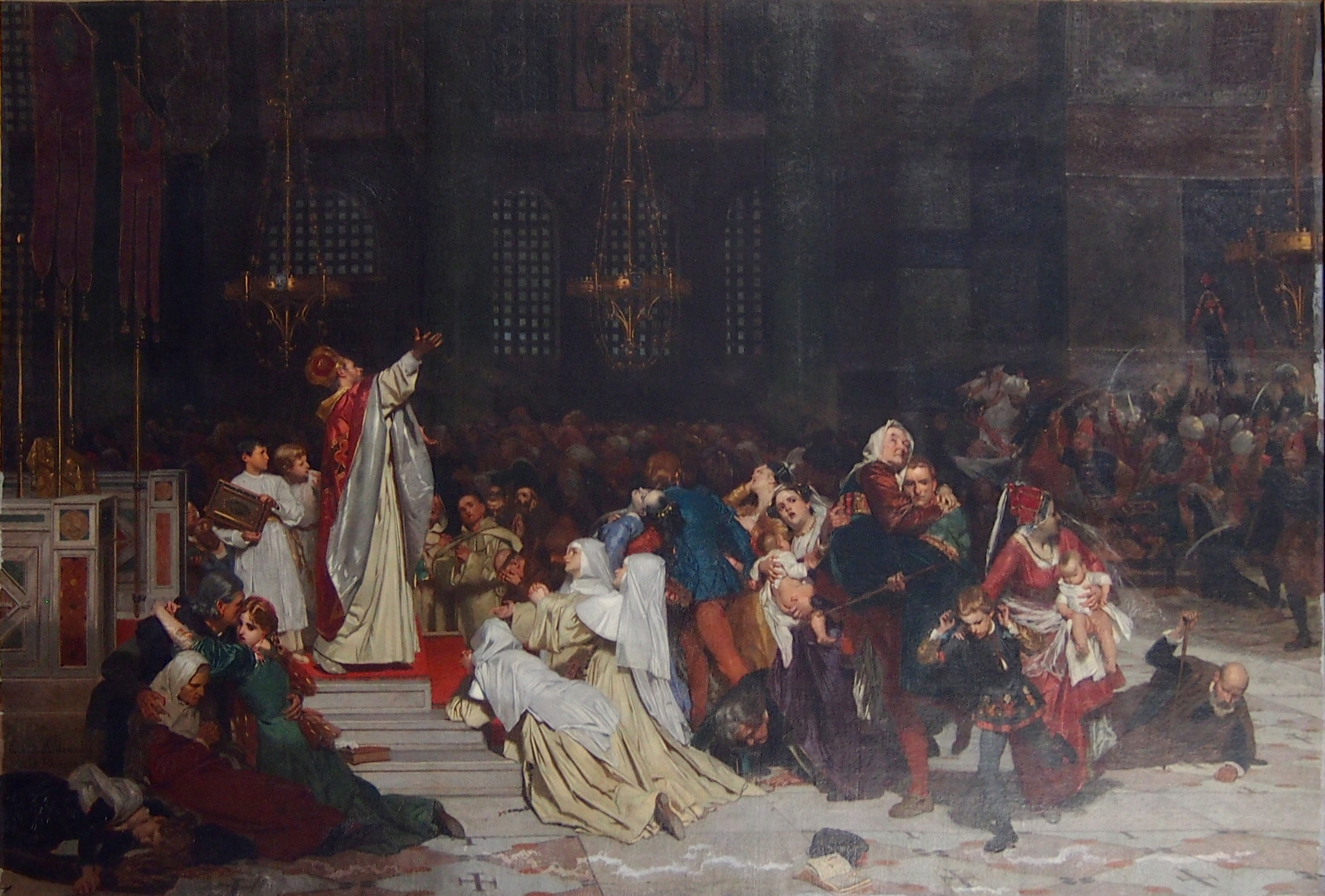
Le tableau Entrée de Mahomet II dans l'église Sainte-Sophie de Constantinople.
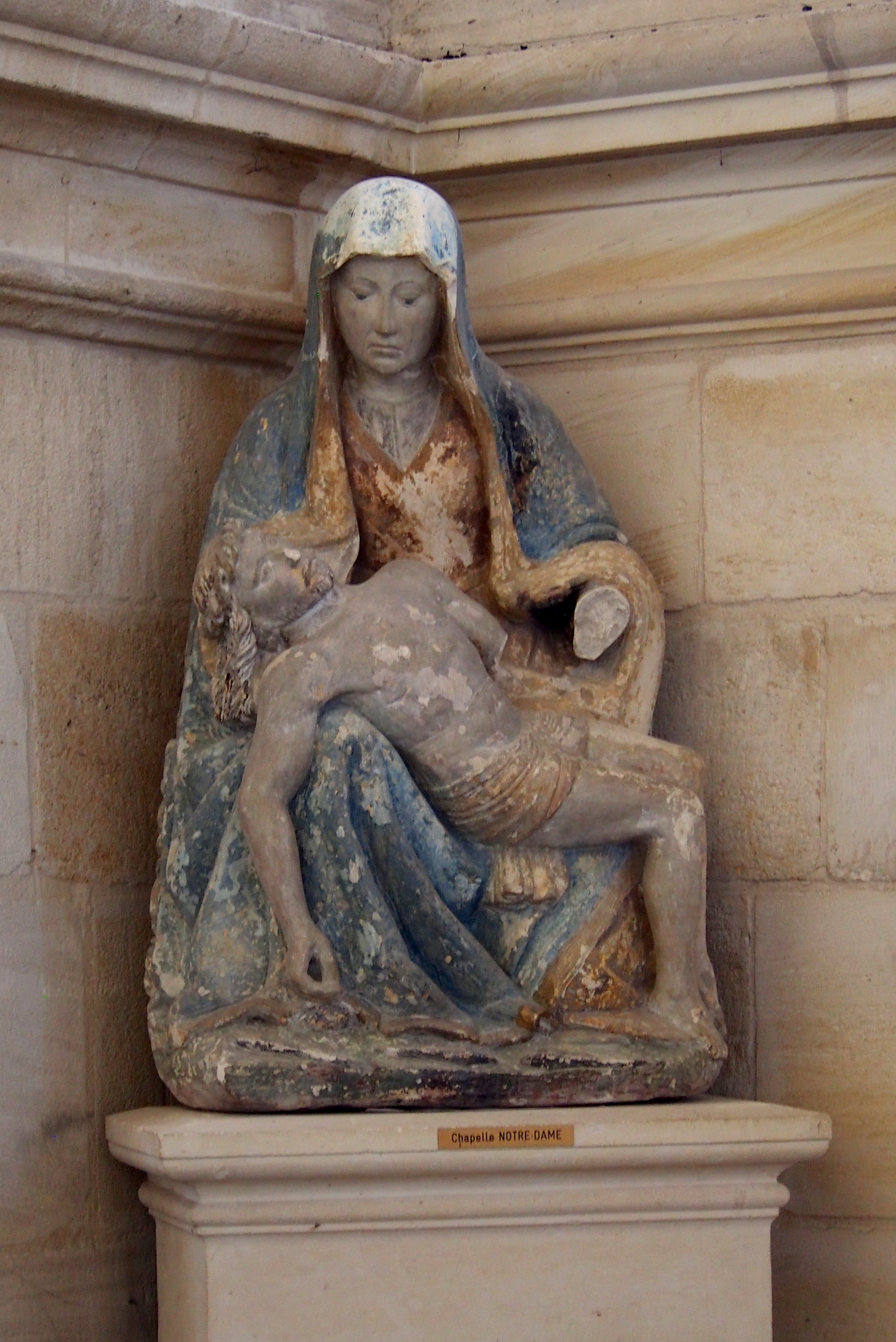
Vierge de pitié.
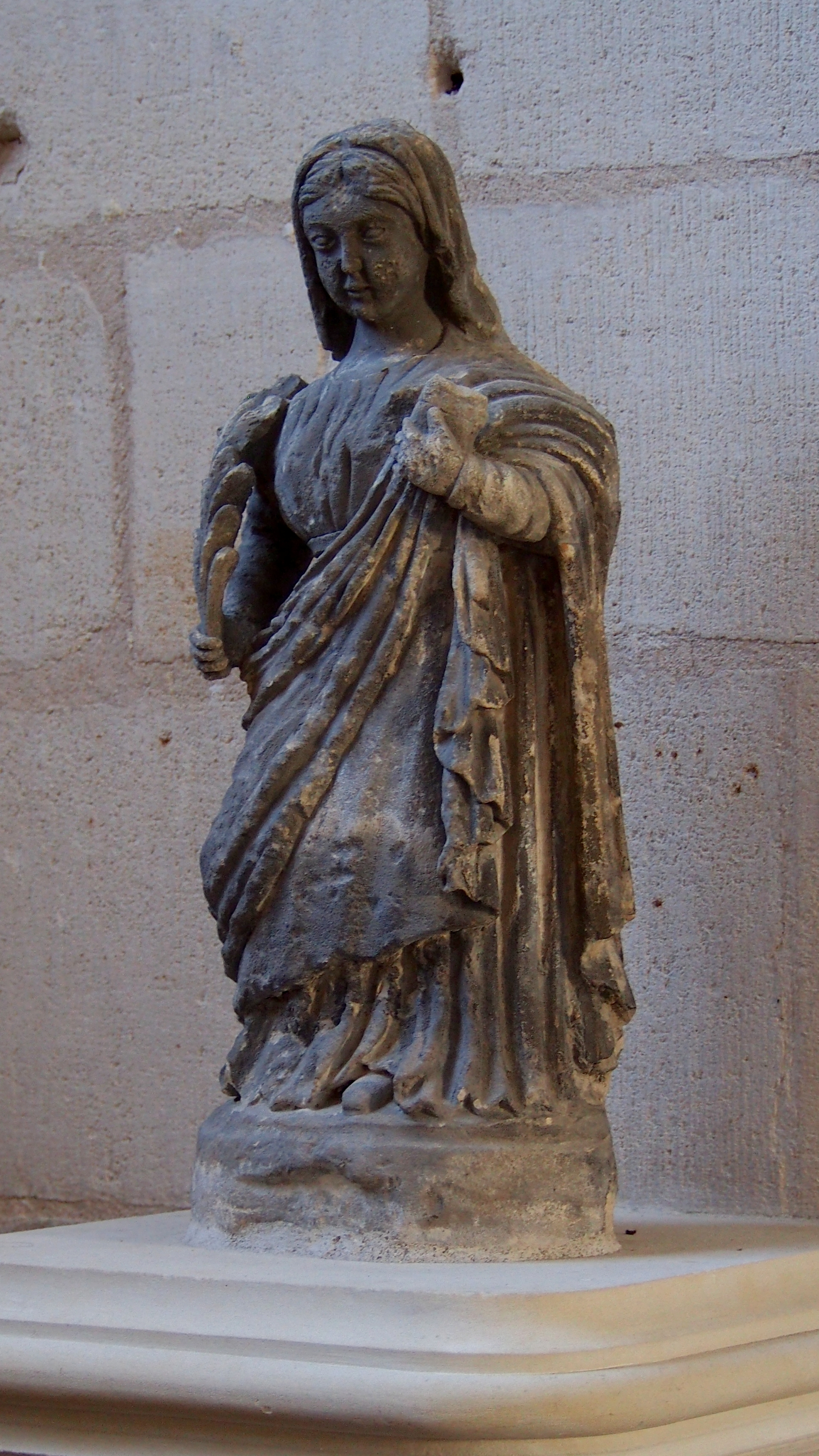
La statue de sainte Apolline.